# 阿舍利

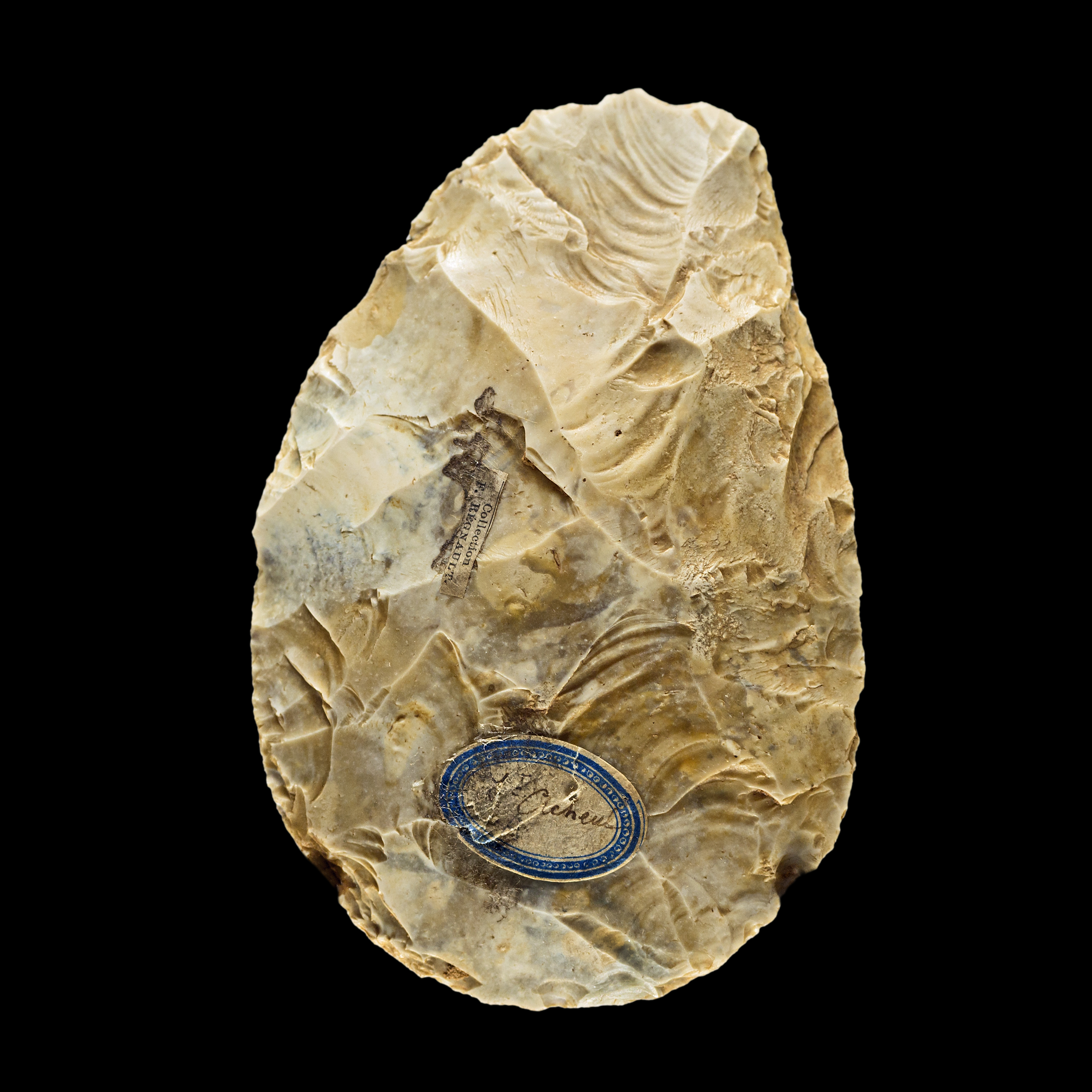
聖阿舍利的雙面石器

阿舍利（［英］）文化是考古學上對於一類史前人族（Hominini）石器工藝技術的稱呼。此文化橫跨於舊石器時代早期的非洲、亞洲及歐洲。
阿舍利文化是旧石器文化中的一个阶段，距今170万年至20万年间，因最早发现于法国亚眠市郊的圣阿舍利|聖阿舍利而得名。它是左右对称的石器，多类型组合，例如：手斧、手镐、薄刃斧、砍砸器、大型石刀等。它的出现表明当时的人们已经具备了生产标准化器物的意识和能力。
阿舍利工具產生於舊石器時代初期，遍佈非洲和西亞、南亞、東亞和歐洲的大部分地區，通常與直立人的遺跡一起發現。據認為，阿舍利技術最早發展於大約176萬年前，源自與能人有關的更原始技術「奧都萬」，阿舍利至少涵蓋了舊石器時代中期的早期部分，其結束時間並不明確，取決於是否將桑戈技術（Sangoan）（也稱為「Epi-Acheulean」）納入，阿舍利有可能延續到13萬年前。在歐洲和西亞，早期尼安德塔人採用了阿舍利技術，在大約16萬年前過渡到莫斯特技術。

## 阿舍利石器

### 階段

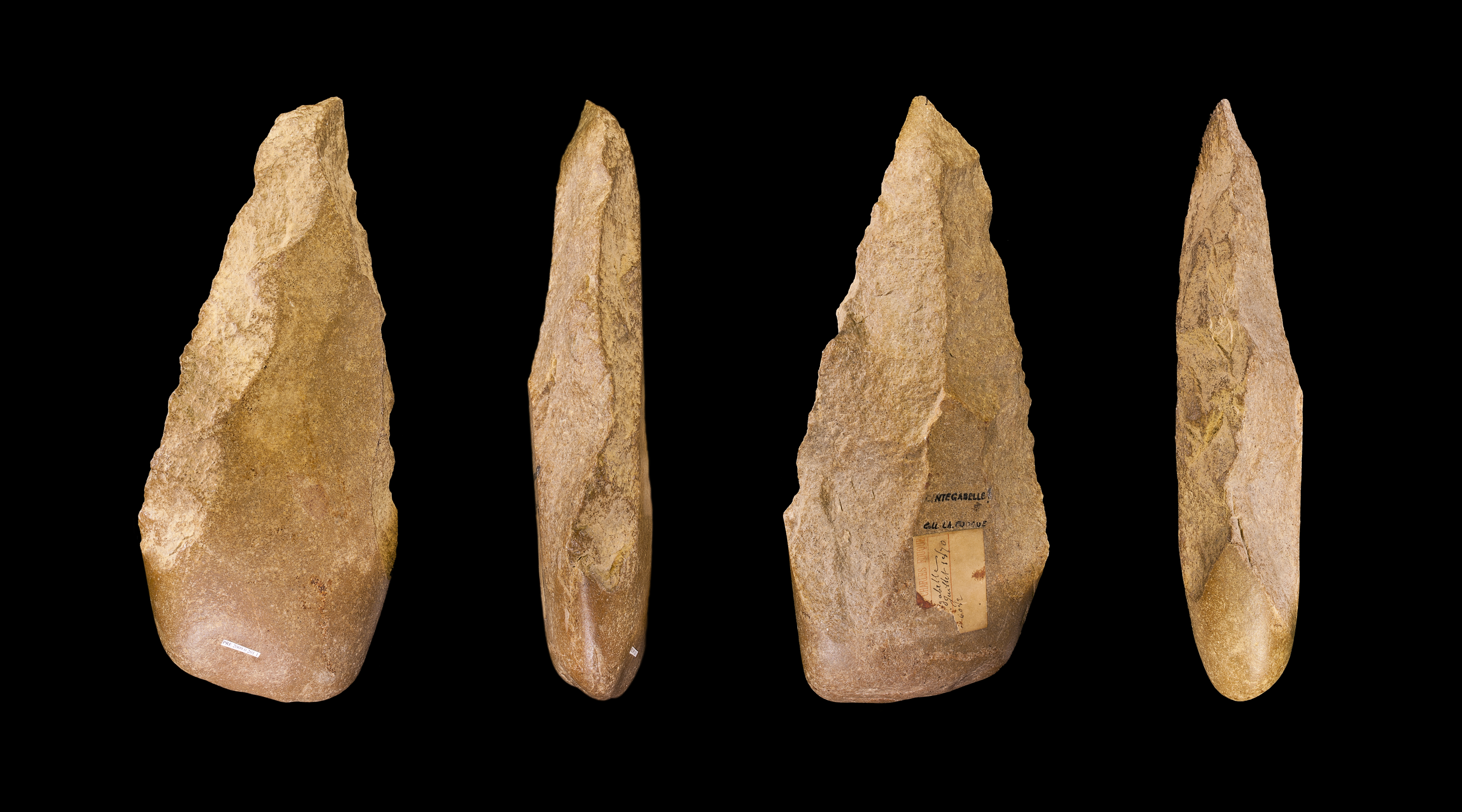
法國上加隆省的阿舍利手鉞 - 圖盧茲博物館.

在史前石器製造的四個分類中，阿舍利的文物被歸類為模式2，意即它們比Clactonian或奧都萬/阿布维利文化工業的模式1工具（通常較早）更先進，但缺乏以莫斯特文化工業為範例的模式3中古石器技術（通常較晚）的複雜性。
模式1工業是用錘石敲打合適的石頭，製造出粗糙的薄片工具。斷裂的石片會有自然銳利的切割邊緣，之後必要時可以從邊緣敲打另一塊較小的石片來進一步銳化（稱為「修整」）。這些早期的工具製造者也可能會將他們從石頭上取下的石片（稱為石核, core）加工成砍刀的石核，不過這些物品究竟是工具還是只是被丟棄的石核，還存在一些爭議。
模式3技術出現於阿舍利統治末期，涉及勒瓦娄哇技法 (Levallois技術)，最著名的是被莫斯特文化工業所利用。介於兩者之間的過渡工具形式稱為Mousterian of Acheulean Tradition，或MTA類型。旧石器时代晚期模式4工業的長刀片是在阿舍利被遺棄之後很久才出現的。
由於阿舍利時期的工具使用範圍非常廣泛，因此有人努力將它分為不同的階段，例如John Wymer將英國的材料分為早期阿舍利、中期阿舍利、中晚期 阿舍利及晚期阿舍利。這些方案通常是區域性的，其年代與詮釋也各有不同。
在非洲，距今60萬年前後製造的工具有明顯的差異，較舊的群較厚且不太對稱，而較新的群則有較多的修飾。

### 製造
阿舍利手斧的主要創新之處在於石頭是對稱地雙面加工的。由於後一個原因，手斧和劈刀一樣，都是雙面加工的工具，可以從大石片本身或預先準備好的石核製成。

### 分布
阿舍利工具及其製造者的地理分佈，通常被解釋為由古氣候和生態因素導致，如冰川作用和撒哈拉沙漠的沙漠化。
除了剛果河周圍茂密的雨林之外（後來才有原始人類移民到那），非洲大陸各地都曾發現阿舍利石器。人們認為，阿舍利石器是從非洲向北和向東傳播到亞洲：從安納托利亞，阿拉伯半島，經今天的伊朗和巴基斯坦，進入印度，甚至傳播到更遠的地方。在歐洲，阿舍利的使用者到達了潘諾尼亞盆地和地中海西部地區，即今天的法國、低地國家、德國西部以及英國南部和中部。由於冰川作用，再往北的地區直到很久以後才被人類佔領。在坦米爾納杜邦欽奈的Athirampakkam，阿舍利開始於1.51 mya，同樣也早於印度北部和歐洲。
直到1980年代，人們還認為到達東亞的人類放棄了祖先的手斧技術，採用了砍砸器。哈拉姆·莫維斯發現了阿舍利工業和非阿舍利工業之間的明顯區別，他繪製了橫跨印度北部的莫維斯線，顯示這兩種傳統的分歧之處。然而，後來在韓國全古里以及蒙古和中國發現了阿舍利工具，使人們對莫維斯所作的區分的可靠性產生了懷疑。從那時起，人們提出了一個不同的劃分「羅伊線」（Roe Line），這條線橫跨北非到以色列，再跨到印度，將阿舍利工具製造者使用的兩種不同技術分開。在羅伊線以北和以東，阿舍利手斧直接由大的石結核（nodule）和石核（core）製作；在羅伊線以南和以西則是用從這些石結核上敲下來的石片製作。

## 外部連結
- Acheulian Tools of North Africa — World Museum of Man
- Acheulian Tools of Europe — World Museum of Man
- Acheulean Gallery
- Acheulean tools from Britain （页面存档备份，存于）
- Acheulian Iran （页面存档备份，存于）
- Acheulian Armenia （页面存档备份，存于）
- Acheulian Project
- Acheulean France （页面存档备份，存于）
- Early human fire skills revealed （页面存档备份，存于）
- The Acheulian biface project: a digital archive for teaching and research （页面存档备份，存于）
- Acheulean replacing Cheulean crafts